# لانگرون (میزوری)
لانگرون (به انگلیسی: Longrun) یک منطقهٔ مسکونی در ایالات متحده آمریکا است که در میزوری واقع شده‌است. لانگرون ۲۶۳ متر بالاتر از سطح دریا واقع شده‌است.